# استان تندوف
| استان تِندوف       | استان تِندوف          |
| ----------------- | -------------------- |
|                   |                      |
|                   |                      |
| کشور              | الجزایر              |
| مساحت             | ۱۵۹,۰۰۰ کیلومتر مربع |
| جمعیت             |                      |
| جمعیت             | ۵۸,۱۹۳               |
| تراکم جمعیت       | ۰.۴/کیلومتر مربع     |
| شمارگان           |                      |
| شمارهٔ استان       | ٣۷                   |
| پیش‌شمارهٔ تلفنی    | ۰۴۹                  |
| تعداد فرمانداری‌ها | ۱                    |
| تعداد شهرستان‌ها   | ۲                    |
| کد پستی           |                      |

استان  نام استان سی‌وهفتم کشور الجزایر است.

## جغرافیا
جمعیت این استان ۳۰ هزار نفر است و منابع مهمی از سنگ آهن دارد.
مرکز این استان شهر تندوف است.